# 周鲠生
周鲠生（1889年3月18日—1971年4月20日），原名览，號蔭松，湖南长沙人，中華民国及中華人民共和国的国际法学家、外交史家、教育家。主要在武漢大学从事学術活動，因严厉批判李顿调查团的報告書而著称。晩年加入中国共产党。

## 生平

### 留学時代、民初的活動
周鲠生生于一个塾師家庭。1900年（光緒26年），入譚延闿創設的湖南省立第一小学。因成績優秀，1905年（光緒31年）被派往日本留学，入早稻田大学学习政治经济。留学期间，加入中国同盟会。
归国後，周鲠生参加革命派的言論活動。中華民国成立後的1912年（民国元年）1月，譚延闿在漢口創刊《民国日報》，周鲠生和李剑農共同編輯。1913年二次革命中，该报作为革命派的言論机关遭到北京政府弹压、封閉，周鲠生经上海逃往国外。周鲠生先赴英国，在爱丁堡大学学习政治经济，获得硕士学位。其后赴法国巴黎大学学习法学，获得法学博士。留学期间，1919年五四運動爆发，周鲠生等留学生参加游行。
1921年（民国10年），周鲠生归国，入商務印書館任編輯。翌年，获蔡元培招聘，就任北京大学政治系教授。其間，除了教学，他专心研究国際法及外交史。1924年（民国13年）末，参加不平等条約改正運動，出版《不平等条約十講》。1926年（民国15年）2月，赴广州从事将广東大学改组中山大学的事宜。1927年3月，成为國立東南大學（翌年改為國立中央大學，即南京大學）教授、政治系主任。其後，应国民政府之聘，从事憲法制定事務，但因反对蒋介石，数月后辞任。

### 武漢大学的活動

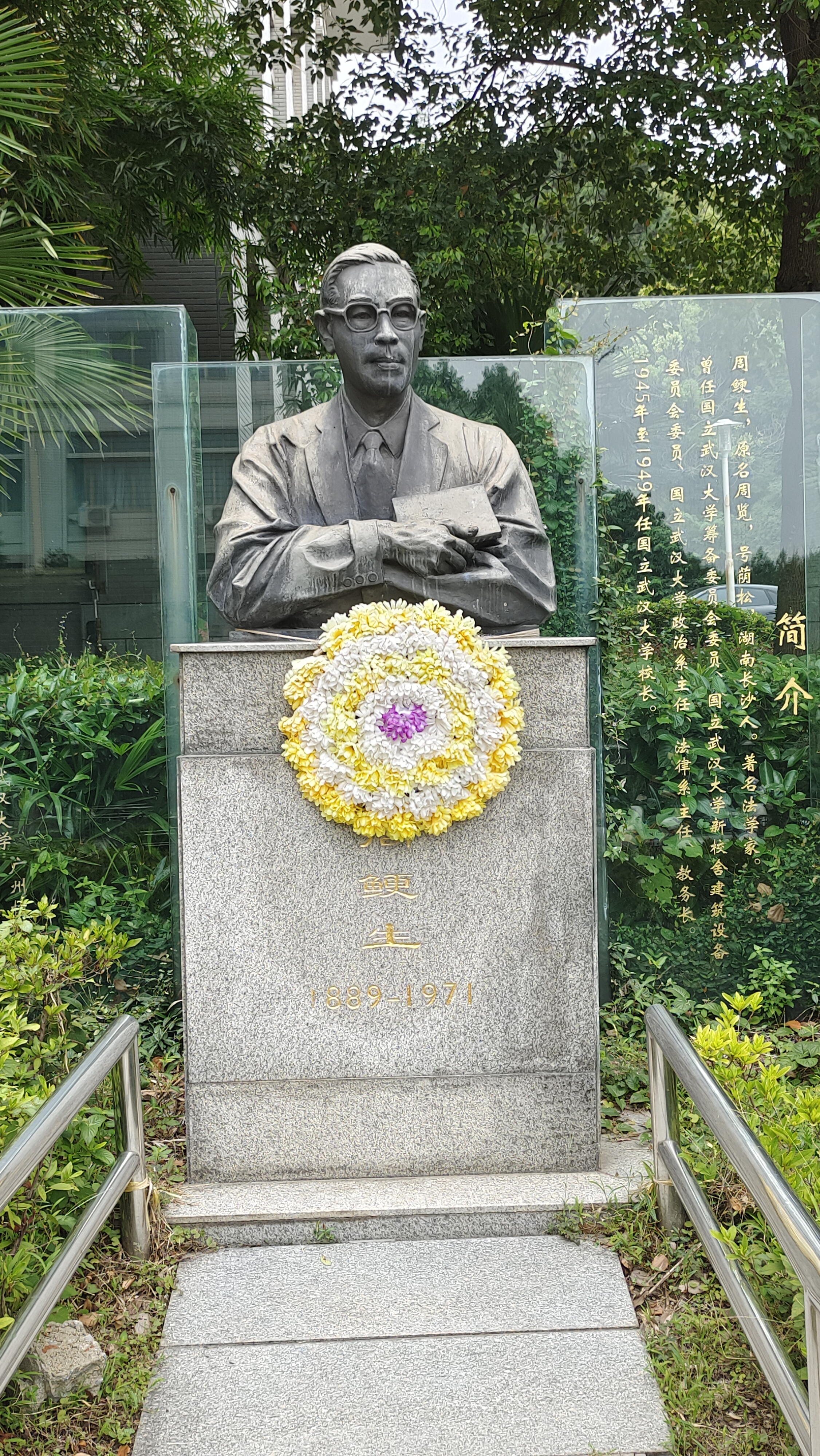
周鯁生塑像，位於武漢大學法學院處。

1929年（民国18年）9月，周鲠生应武漢大学招聘担任教授。在武漢大学研究国際法、外交史研究，所著《国際法大綱》、《近代欧洲外交史》等書刊行，并在《东方杂志》发表論文。
1931年（民国20年）九一八事变爆发。1932年10月，国際联盟所派李顿调查团的報告書发表，周鲠生以《東省事件与国際联盟》为題发表論文。文中称，李顿调查团報告書是英国、法国等强国绥靖的结果，对日本無力的国際联盟令中国国民十分失望，对調査团提出了严厉批判。1933年，周鲠生发表了论文《所谓满洲国之承认问题》。
1935年（民国24年）1月，周鲠生升任武漢大学法科研究所主任，10月任武汉大学法律系主任。1936年，兼任武汉大学教務長。1939年起，周鲠生花费数年时间赴美国从事研究。1945年4月，作为中国代表团顾问，参加了创建联合国的旧金山会議。同年夏，周鲠生归国，被任命为武漢大学校長。其后，第二次国共内战爆发，周鲠生反对内战，同情并理解反内战的学生運動。1948年，当选为中央研究院第一屆院士。
中華人民共和国成立後，周鲠生未继续担任武漢大学校長。周鲠生出任中南軍政委員会委員兼文教委員会副主任。其后历任外交部顧問、外交学会副会長、全国人民代表大会代表（第1至3届）、第3届全国人民代表大会法案委員会副主任委員。1956年，周鲠生加入中国共产党。
中華人民共和国成立初期，政务院总理兼外交部长周恩来聘请了国际法等方面的专家到外交部工作。其中，周鲠生、梅汝璈、涂允檀为外交部顾问，刘泽荣、凌其翰、陆殿栋、叶景莘、张炯伯为外交部条约委员会专门委员。1954年，他当选第一届全国人大代表。9月，他出席第一届全国人大第一次会议讨论宪法草案，期间并发言。后来，1956年倪征𣋉被增聘为外交部条约委员会专门委员。1958年8月，周鲠生、刘泽荣、倪征𣋉应召到北戴河见毛泽东和周恩来，为两位领导做有关领海宽度和领海法律制度等问题的咨询，共计2小时。三位专家认为，中国应以12海里为领海宽度。1958年9月，中华人民共和国政府颁布《中华人民共和国关于领海的声明》，第一条宣布“中华人民共和国的领海宽度为12海里”。自此，中国有了法定领海宽度。文化大革命开始后，周鲠生曾被抄家，但未受进一步迫害，被闲置起来。
1971年4月20日，周鲠生在北京市病逝。享年82歳。

## 家庭
妻子黄本春。长女周如松，女婿陈华癸。

## 著作
- 周鲠生，法律，上海：商务印书馆，1923年、1925年、1929年
- 周鲠生，近代欧洲外交史，成都：国立四川大学
- 周鲠生，近代欧洲外交史，上海：商务印书馆，1927年
- 周鲠生，领事裁判权，上海：商务印书馆，1923年
- 周鲠生，解放运动中之对外问题，上海：太平洋书店，1927年
- 周鲠生，最近国际政治小史，上海：商务印书馆，1929年
- 周鲠生，不平等条约十讲，上海：太平洋书店，1929年
- 周鲠生，国际政治概论，上海：神州国光社，1930年
- 周鲠生，现代国际法问题，上海：商务印书馆，1931年
- 周鲠生，最近国际政治小史，上海：商务印书馆，1933年
- 周鲠生，近代欧洲政治史，上海：商务印书馆，1933年
- 周鲠生，近代各国外交政策，南京：正中书局，1934年
- 周鲠生，现代英美国际法的思想动向，北京：世界知识出版社，1963年
- 周鲠生，现代英美国际法的思想动向，北京：世界知识出版社，1963年
- 周鲠生，国际法，北京：商务印书馆，1976年
- 周鲠生，国际法大纲 国际公法论，上海：上海书店，1989年
- 周鲠生，周鲠生文集，武汉：武汉大学出版社，1993年
- 周鲠生，国际法大纲，北京：中国方正出版社，2004年